# 三木拓也
三木拓也 （日语：／ Miki Takuya），1989年4月30日—。他参加了2016年里约残奥会、和2020年东京残奥会和2024年巴黎残奥会的轮椅网球比赛。在2024年他与小田凯人获得轮椅网球男子双打银牌。